# Torre di San Biagio (Ansedonia)
La Torre di San Biagio si trova sul promontorio di Ansedonia, nel comune di Orbetello, in una posizione a picco sul mare all'interno di un complesso privato, non lontano dal caratteristico Spacco della Regina.

## Storia
La torre venne costruita in epoca medievale con funzioni di avvistamento lungo il tratto costiero a sud del promontorio di Ansedonia.
Nella seconda metà del Cinquecento la struttura passò agli Spagnoli che la integrarono nel sistema difensivo costiero dello Stato dei Presidii; nello stesso periodo furono fatti lavori di ampliamento e di ulteriore fortificazione del complesso per renderlo più funzionale.
Tuttavia, nei secoli successivi ci fu una graduale dismissione della torre, ritenuta meno strategica rispetto a quelle vicine; fu l'inizio del lento ed inesorabile declino della fortificazione costiera.
Nel secolo scorso, il suo inglobamento all'interno di un complesso privato ha permesso di salvare e conservare dignitosamente l'imponente rudere rimasto in piedi.

## Descrizione
La Torre di San Biagio si presenta sotto forma di rudere ben recuperato e conservato, addossato sul lato che guarda verso il mare ad una costruzione più recente.
La fortificazione conserva benissimo l'altissimo e imponente basamento a scarpa, cordonato nella parte sommitale, che si presenta a forma di piramide tronca a sezione quadrangolare.
Le pareti esterne, rivestite in pietra, presentano alcune finestre ad arco ribassato che si aprono in coppia, disponendosi su tre distinti livelli; esse sono il frutto di interventi di epoca successiva a quella della torre.
Al di sopra del grosso basamento a scarpa, risultano appena abbozzate le strutture murarie che costituivano le pareti esterne della torre, con gli evidenti segni del lungo periodo di degrado dei secoli passati. Tutto ciò lascia immaginare che la torre fosse, in passato, una delle più alte e imponenti dell'intera costa maremmana.